# Casa Susanna (Film)
Casa Susanna ist ein Dokumentarfilm von Sébastien Lifshitz aus dem Jahr 2022. Dieser thematisiert mit Hilfe von Archivmaterial und Zeitzeugeninterviews ein gleichnamiges, Mitte des 20. Jahrhunderts entstandenes Netzwerk von Crossdressern im Osten der Vereinigten Staaten.
Die Koproduktion zwischen Frankreich und den USA wurde am 3. September 2022 im Rahmen der Internationalen Filmfestspiele von Venedig uraufgeführt.

## Inhalt
Die 80-jährigen Diane und Kate berichten über ihre Erinnerungen mit der Casa Susanna. In den 1950er- und 1960er-Jahren galt das kleine Holzhaus mit einer Scheune am Fuße der Catskill Mountains als das erste Netzwerk von Crossdressern in den USA. Diane und Kate waren damals Männer und Teil dieser Geheimorganisation. Sie erzählen von diesem vergessenen, aber wesentlichen Kapitel aus den Anfängen der Transidentität. Ihre Geschichte voller Lärm und Wut stellt außergewöhnliche Charaktere in den Mittelpunkt, darunter die berühmte Susanna. Sie hatte den Mut, einen geschützten Raum für Männer zu schaffen, die dort ihr Frausein ungestört ausleben konnten. Zu jener Zeit war das öffentliche Tragen von gegengeschlechtlicher Kleidung bei Männern verboten.

## Hintergrund

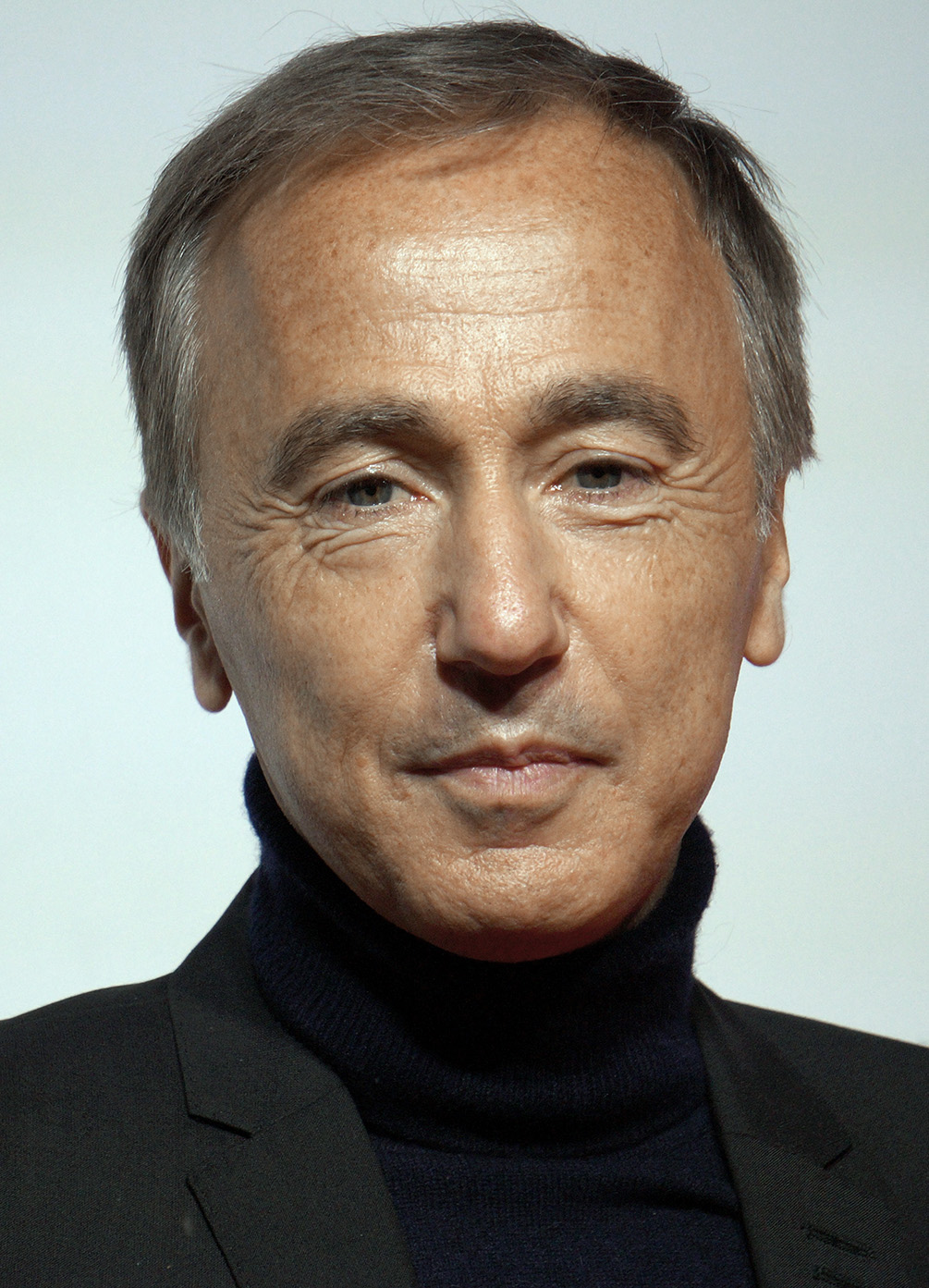
Sébastien Lifshitz (2020)

Casa Susanna ist der zwölfte Langfilm des französischen Spiel- und Dokumentarfilmregisseurs Sébastien Lifshitz. Für das Projekt tat er sich wieder mit seiner langjährigen Produzentin Muriel Meynard, Kameramann Paul Guilhaume und Editorin Tina Baz zusammen. Für die Produktion zeichnete Agat Films in Zusammenarbeit mit den Koproduzenten Arte France und American Experience Films verantwortlich. Ebenfalls unterstützt wurde Casa Susanna von der Vereinigung der Kino- und Fernsehproduzenten Procirep, ANGOA und der staatlichen französischen Filmförderungsbehörde Centre national du cinéma et de l’image animée (CNC) sowie von BBC Storyville.
Die weltweiten Verwertungsrechte obliegen PBS International.

## Veröffentlichung
Die Premiere von Casa Susanna erfolgte am 3. September 2022 beim Filmfestival von Venedig, wo Lifshitz’ Regiearbeit in der unabhängigen Filmreihe Giornate degli Autori (Venice Days) außer Konkurrenz eingeladen wurde. Ebenfalls ist eine Präsentation beim Filmfestival von Toronto geplant. In Deutschland wurde der Dokumentarfilm erstmals am 14. Juni 2023 auf Arte ausgestrahlt.

## Auszeichnungen
Im Rahmen seiner Präsentation beim Filmfestival von Venedig wurde Casa Susanna für den Queer Lion nominiert.